# Eurydice inermis
Eurydice inermis là một loài chân đều trong họ Cirolanidae. Loài này được Hansen miêu tả khoa học năm 1890.